# 歷史的垃圾時間
歷史的垃圾時間是中華人民共和國的流行用語、網絡用語、史觀、概念和迷因。該詞自2024年7月起流行於中國大陸，用來形容一個國家或地區的經濟或政治狀況已經嚴重惡化，且無法扭轉，最終走向失敗的時期。

## 起源
「歷史的垃圾時間」一詞最早在2024年7月左右的中國大陸網絡上廣傳。其來源眾說紛紜，有網民稱其出自奧地利經濟學家路德維希·馮·米塞斯的經濟學概念：「從經濟學的邏輯來看，當某段歷史正背離經濟規律，個人又無力改變，且必然走向失敗的階段，就被定義為『歷史的垃圾時間』。」中國人民大學重陽金融研究院執行院長王文撰文指，米塞斯的著作中並沒有「歷史的垃圾時間」一詞，形容其是「赤裸裸的假冒偽學術用詞」。
此詞實際上出自廣州《羊城晚報》編輯胡文輝於2023年9月發表評論文章《歷史的垃圾時間，文化的悠長假期》中所提出。2023年11月，署名清和社長的作者發表題為《如何渡過歷史的垃圾時間》的網路文章以回應胡文輝觀點，其徵引米塞斯等經濟史學者的觀點和理論，進一步闡述「歷史的時間垃圾」概念。

## 背景
在2024年7月，中國經濟面臨嚴峻挑戰。儘管官方數據顯示上半年GDP增長5.0%，但多家媒體指出，中國經濟實際情況並不樂觀。史丹福大學教授斯科特·羅澤爾在美國智庫戰略與國際研究中心指，中國人面臨失業、貧窮等問題，對經濟前景的信心大幅下降，消費者不願花錢，企業不願意投資，這種信心危機正在形成一種惡性循環。
美國之音引用評論指，中國人在中華人民共和國領導人習近平統治時期下經歷2019冠狀病毒病疫情，其「親自指揮、親自部署」歷時三年的動態清零政策，後果是導致中國經濟重創。中國當局禁止其人民對習近平的政策作出批評，甚至相關的關鍵詞也被禁止。
而中國年輕人面對此現實，意識到中國經濟在此情況下比日本泡沫經濟爆破後的「失去的三十年」時期更為惡劣，而中國當局卻未有方法對應，加上一系列包括內捲化等內部問題，部份中國年輕人無力改變現狀，只能選擇以躺平消極迴避現實。而另外也有中國民眾泛起移民至海外的情緒，以脫離中國嚴峻的政治和經濟環境。

## 詞義和特點
「歷史的垃圾時間」一詞借鑒自體育術語「垃圾時間」，指賽果已成定局，剩餘比賽時間無法改變賽果，對比賽而言可有可無。其被用來描述歷史上的一個時期，此時事件的總體方向看似不可避免且不可逆轉，即使個人努力也無法改變結局。
當大局已定，無論你如何努力，失敗都是不可避免的，那只是徒勞的掙扎。——胡文輝
根據胡文輝的說法，其定義1979年蘇聯入侵阿富汗後的蘇聯和黃巢之亂後的唐朝為「歷史的垃圾時間」。胡文輝在其評論文章指出，儘管蘇聯在1991年解體，但真正的解體是從1979年入侵阿富汗開始。蘇聯總統米哈伊爾·戈爾巴喬夫只是加速「垃圾時間」的結束。
根據清和社長的說法，「歷史的垃圾時間」的特點是對思想和言論自由的壓制：
每當歷史進入垃圾時間，最先倒下的永遠是文化人、思想者。每一輪文化浩劫就像歷史的複讀機：從尖銳的批評聲消失，到沉默將被認為居心叵測，然後是讚美不夠賣力也是一種罪，最後只留下一種聲音：謊言。——清和社長
而電影編劇曾鳴稱，「內捲化」是在「歷史的垃圾時間」所產生的一種變異處世之道。胡文輝在文章建議，如果人們身處「歷史的垃圾時間」，所發的種種聲音和努力都對無濟於時局，可以根據美國經濟學家阿爾伯特·赫希曼提出的概念——「退出」，或在中國被稱為「躺平」的概念以拒絕「歷史的垃圾時間」，將「歷史的垃圾時間」當作「文化的悠長假期」。

## 評論
路透社引用評論員的解讀，指胡文輝此文是對時局的含蓄評論。胡文輝在文中提出兩個問題:「那麼，不幸而遭遇歷史垃圾時間的人們，又該如何自處呢？」「是不是要跟時間的垃圾同歸於盡呢？」
此詞流行於三中全會前夕，引起包括新華社等中國官方媒體和評論員的批評。《北京日報》發表評論員文章，形容此詞為「偽學術，炒概念，強行炮製焦慮」，目的是以陰陽怪氣的方式借題發揮，影射「無奈無望」，意圖否定中國的一切。
中國人民大學重陽金融研究院執行院長王文在《觀察者網》撰文，承認此詞反映中國人對經濟下行的情緒反應，但他認為此詞比「躺平」一詞更危險，其否定中國的發展，誘導民眾預期中國會面向失敗，令至民眾以消極態度面對。
《北京日报》批评「垃圾时间论」是伪学术概念，认为炒作这一概念是对国家发展的唱衰，是「阴阳怪气」的表现。评论员京评称，它将个案夸大为普遍规律，强行制造焦虑情绪；中国经济发展并非一帆风顺，每个阶段都有挑战，但中国人从未放弃努力，取得了举世瞩目的成就。 需要留意的是，文章並沒有討論「垃圾時間論」的原由，亦沒有用邏輯去辯駁「垃圾時間論」背後的論點（例如經濟下行，房地產市場大跌，年青人面對找工作難、減薪、壓力等問題），更沒有提出實際的解決辦法。
中国人民大学重阳金融研究院执行院长王文认为，「垃圾时间论」试图「完全否定当下中国的发展状况」，「营造国家终将失败的预期」。他在一篇文章中表示，「垃圾时间论」的确折射了当下许多民众的情绪共振与经济下行期的社会心理，但用该词描述当前的经济和社会状况不仅误导公众，还加剧了对经济下行的悲观情绪。他引用历史学家布罗代尔的理论，认为中国正处于一个「伟大的历史的关隘时刻」，指出个人应在历史的关键时刻进行自我调整和创新，推动社会进步，而不是消极躺平。
德州聖多瑪斯大學國際研究講座教授葉耀元指，對比起「躺平」一詞，「歷史的垃圾時間」更進一步有看輸中國的意思。艾德菲大學文理學院院長、政治學教授王維正指，用此詞來形容對中國未來的觀感，有預知其結局且無力回天的意思，代表中國改革開放走入死胡同中。
中國政治學者劉軍寧形容「歷史的垃圾時間」這一概念等同於給習近平政權判了死刑。劉軍寧指出，習近平破壞中國改革開放的唯一成果——領導人任期限制。在他對中國的十年統治期間，習近平清除黨內異己，並實施歷時的三年清零政策，導致中國多個產業崩潰，外資紛紛撤退。中國民眾以及國際社會對其政權喪失信心。無論習近平再做什麼，都無法改變「歷史的垃圾時間」的趨勢。
《經濟觀察網》評論員馬向陽稱，「歷史的垃圾時間」是相對的概念，並且包含社會盛衰之間的週期性變化。意味不同時期的「垃圾時間」會有不同的特徵和影響。如果人們生活在這一個大變革的時代，個體生命都顯得特別短暫和無常。因此，人們應該盡量活得精彩一些。

## 外部鏈結
- 胡文輝. . 頭條文章. 2023-09-21  [2024-07-20]. （原始内容存档于2024-07-20） （中文）.
- 清和社長. . 智本社. 2023-12-12  [2024-07-18]. （原始内容存档于2024-07-29） （中文）.
- 王文. . 觀察者網. 2024-07-08  [2024-07-18]. （原始内容存档于2024-07-24） （中文）.